# Zhangixalus dorsoviridis
Zhangixalus dorsoviridis là một loài ếch trong họ Rhacophoridae. Chúng là loài đặc hữu của Việt Nam.
Các môi trường sống tự nhiên của chúng là rừng mây ẩm nhiệt đới và cận nhiệt đới, đầm nước ngọt, và đầm nước ngọt có nước theo mùa. Loài này có khả năng bị đe dọa do mất môi trường sống.